# Abderraouf Cherif
Abderraouf Cherif, né le 21 août 1952 à Tozeur, est un homme politique tunisien. Il est ministre de la Santé de novembre 2018 à mars 2019 au sein du gouvernement de Youssef Chahed.

## Biographie
Après ses études, il devient professeur hospitalier agrégé en médecine,. Il est nommé chef de service de chirurgie générale à l'hôpital Habib-Thameur de Tunis en 1990,.
Président de l'Association tunisienne de chirurgie, il est par ailleurs secrétaire général du syndicat des médecins hospitalo-universitaires et membre du bureau de la Société tunisienne de télémédecine et e-santé,.
Il commence sa carrière politique en rejoignant Nidaa Tounes sous les couleurs duquel il est élu, lors des élections législatives de 2014, à l'Assemblée des représentants du peuple,. À la suite d'une crise interne, il rejoint le bloc parlementaire Al Horra puis le bloc Machrouu Tounes en janvier 2016. Le 14 septembre 2016, il est élu président du bloc Al Horra.
En novembre 2018, lors d'un remaniement ministériel, il est nommé par Youssef Chahed comme ministre de la Santé pour succéder à Imed Hammami. En mars 2019, il démissionne de son poste à la suite d'une polémique créée par le décès de onze nouveau-nés à l'hôpital La Rabta,.